# Thaumaporatia apuanum
Thaumaporatia apuanum är en mångfotingart som beskrevs av Karl Wilhelm Verhoeff 1910. Thaumaporatia apuanum ingår i släktet Thaumaporatia och familjen Mastigophorophyllidae. Inga underarter finns listade i Catalogue of Life.